# 누누 환초

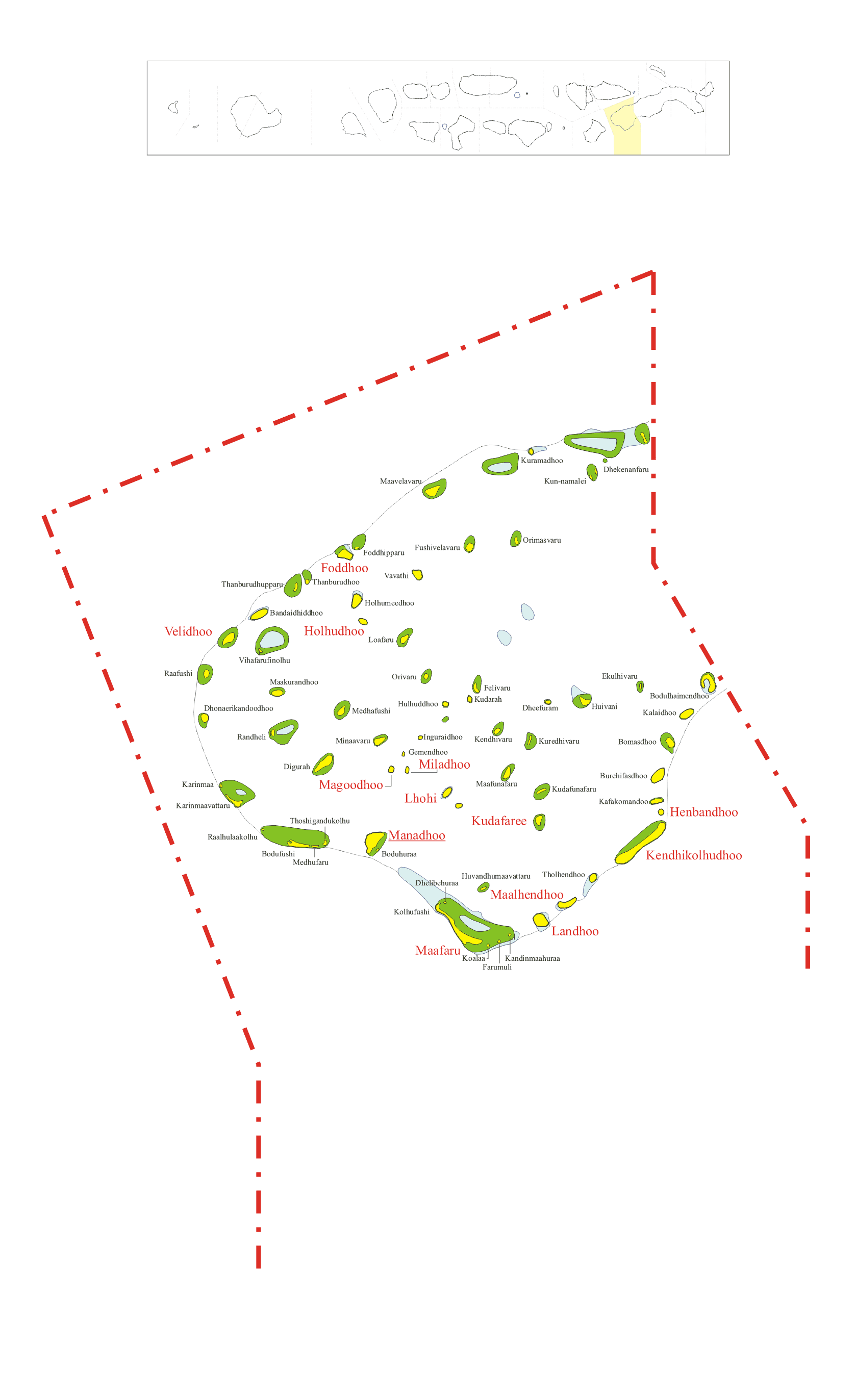
누누 환초

누누 환초(디베히어: މިލަދުންމަޑުލު ދެކުނުބުރި, Noonu) 또는 밀라둔마둘루데쿠누부리 환초(Miladhunmadulu Dhekunuburi, 남밀라둔마둘루 환초)는 몰디브 북부에 위치한 환초로 행정 중심지는 마나두이며 인구는 14,502명(2006년 기준)이다. 총 71개 섬으로 구성되어 있으며, 이 중 13개 섬에 사람이 산다. 포드두 섬, 헤바두 섬, 홀후두 섬, 케디콜후두 섬, 쿠다파리 섬, 란두 섬, 로히 섬, 마파루 섬, 말헨두 섬, 마구두 섬, 밀라두 섬, 벨리두 섬 등이다.
누누 환초에는 고급 리조트가 총 여섯 곳이 있다. 쿠다푸나파루에 '노쿠 몰디브'(NOKU Maldives), 메두파루 섬에 '소네바 자니'(Soneva Jani), 란델리에 슈발블랑(Cheval Blanc), 이루푸시에 더 선 시얌(The Sun Siyam), 오리바루에 로빈슨 클럽 누누(Robinson Club Noonu), 오리마스바루에 벨라 프리베이트 아일랜드(Velaa Private Island)가 있다. 쿠레디바루에도 리조트 하나가 현재 공사중에 있으며 2018년 이후에 완공될 전망이다.
몰디브에서는 세줄가는돔과 도미가 많이 자생하는데 누누 환초에서는 그 어종들이 특히나 많이 모인다. 돌고래 역시 상당히 많이 보이며, 이곳의 바닷속 풍경은 스쿠버다이버 사이에서도 널리 알려져 있다. 제일 유명한 스팟은 '오리마스틸라'(Orimas Thila)로 백기흉상어가 자주 모이는 샤크포인트로 알려져 있으며, '크리스마스트리 락'(Christmastree Rock) 역시 말랑한 산호들이 다수 분포한 곳으로 유명하다.
누누 환초의 서쪽과 연결되는 물길은 '바라벨리 칸두'(Baraveli Kandu)라 부르는데 '바라벨리'란 현지어로 집게를 의미한다.

## 참고 자료
- Divehi Tārīkhah Au Alikameh. Divehi Bahāi Tārikhah Khidmaiykurā Qaumī Markazu. Reprint 1958 edn. Malé 1990.
- Divehiraajjege Jōgrafīge Vanavaru. Muhammadu Ibrahim Lutfee. G.Sōsanī.
- Xavier Romero-Frias, The Maldive Islanders, A Study of the Popular Culture of an Ancient Ocean Kingdom. Barcelona 1999.
- https://web.archive.org/web/20160304054923/http://planning.gov.mv/YearBook2011/yearbook/Population/3.3.htm